# Atari Flashback 4
Der Atari Flashback 4 wurde von AtGames entwickelt und von Atari vertrieben. Er verfügt über 75 vorinstallierte Spiele. Das Gehäuse ähnelt dem Atari Flashback 3. Der Atari Flashback 4 wurde 2012 veröffentlicht. Im Oktober 2014 folgte der Atari Flashback 5.

## Spiele
Hier ist eine Liste von den neuen Spielen:
- Breakout
- Crystal Castles
- Football
- Frontline (Nicht in der 2600-Version)
- Jungle Hunt (Nicht in der 2600-Version)
- Polaris (Nicht in der 2600-Version)
- Pong
- Return to Haunted House
- Slot Machine
- Slot Racers
- Space Invaders (Nicht in der 2600-Version)
- Stellar Track
- Street Racer
- Tempest
- Warlords

## Rezension
"Quantität geht ganz klar vor Qualität" schreibt konsolenfan.de im Jahr 2014.